# Walter Smetak
Walter Smetak (* 12. Februar 1913 in Zürich; † 30. Mai 1984 in Salvador da Bahia) war ein Schweizer Komponist.
Smetak, Sohn tschechischer Eltern, studierte am Konservatorium von Zürich, am Mozarteum in Salzburg und der Akademie für Musik und darstellende Kunst in Wien u. a. bei Pablo Casals. Ab 1937 lebte er in Brasilien, wo er Cellist bei verschiedenen Sinfonieorchestern war. 1957 bot ihm Hans-Joachim Koellreutter eine Stelle an der Escola de Música der Universität Bahia an. Smetak liess sich daraufhin in Salvador da Bahia nieder, wo er sich kompositorischen und akustischen Forschungen widmete.
Er komponierte kammermusikalische Werke und experimentelle Musikstücke, wobei er sich mikrotonaler Systeme bediente. Bekannt wurde er auch als Erfinder von etwa einhundertfünfzig experimentellen Musikinstrumenten und Autor von Gedichten in einer synthetischen Sprache. 1982 nahm Walter Smetak am West-Berliner Horizontefestival (Horizonte – Festival der Weltkulturen: Nr. 2, 1982) teil, das Lateinamerika gewidmet war. Auch seine in Salvador da Bahia erfundenen Musikinstrumente wurden damals in einer Ausstellung gezeigt. Nach dem Tode Smetaks wurde die Associaçao dos Amigos de Walter Smetak gegründet, die sich der Aufarbeitung und Pflege seines Erbes widmet.